# Asedio de la isla Tory
El asedio de la isla Tory tuvo lugar en 1608 durante la Rebelión de O'Doherty, cuando algunos de los rebeldes restantes presentaron una última resistencia contra las fuerzas de la Corona en la isla Tory, en la costa norte de Irlanda. Después de su derrota en la batalla de Kilmacrennan, donde su líder Cahir O'Doherty había sido asesinado, un grupo de supervivientes se retiró a la isla Tory, siendo perseguidos por Henry Folliott, el gobernador de Ballyshannon. Los rebeldes se refugiaron en el castillo de la isla, pero se hizo evidente que no podían aguantar por mucho tiempo.
Para servirse de un método conocido como "Pelham's Pardon", el condestable del castillo Mulmory MacSweeney comenzó a matar a sus compañeros defensores con la intención de entregar sus cabezas cercenadas al enemigo. Mató a tres, antes de que lo apuñalaran hasta la muerte y lo cortaran en pedazos. Su propio asesino fue a su vez reducido. Algunos de los sobrevivientes de la masacre fueron perdonados, y varias de las familias derrotadas cambiaron sus apellidos. Por ejemplo, podrían haberlo cambiado a O'Docharty o incluso a O'Darty. Hay más de veinte variaciones que fueron el resultado del perdón obtenido.